# 1990年4月逝世人物列表
1990年逝世人物列表：1月 - 2月 - 3月 - 4月 - 5月 - 6月 - 7月 - 8月 - 9月 - 10月 - 11月 - 12月
1990年4月逝世人物列表，是用於匯總1990年4月期間逝世人物的列表。

## 依日期排序

### 1日
- 貝尼托·迪亞斯，91歲，西班牙足球運動員。
- 莉蓮·米勒，92歲，美國電視名人。
- 文斯·佩斯維克，69歲，美式橄欖球運動員。[1]
- 卡洛斯·皮塞爾，81歲，阿根廷足球運動員。[2]
- 布拉查·澤菲拉，79歲，以色列音樂家和女演員。
- 查理斯·西班牙·維拉爾，85歲，加拿大作家。[3]
- 拉塞爾·維斯，89歲，美國摔跤手。

### 2日
- 拉斐爾·洛倫特·德·諾，87歲，西班牙神經科學家。[4]
- 阿爾多·法布里齊，84歲，義大利演員和電影導演。[5]
- 萬達·戈德塞爾，67歲，英國女演員。
- 彼得·鐘斯，60歲，英國廣播員。
- 約翰·米爾頓·羅伯茨，73歲，美國人類學家。[6]

### 3日
- 愛德華·卡爾森，78歲，美國商人，癌症。[7]
- 亞瑟·霍頓，83歲，美國實業家。[8]
- 克雷爾·赫法克，63歲，美國編劇。[9]
- 威利·穆薩魯瓦，62歲，辛巴威記者。[10]
- 斯隆·尼布利，81歲，美國編劇。[11]
- 莎拉·沃恩，66歲，美國歌手，肺癌。[12]
- 奧塔·韋林，87歲，美國政治家，美國眾議院議員（1933-1939）。[13]

### 4日
- 列昂尼德·杜什金，79歲，蘇聯火箭科學家。
- 馬克·弗拉德金，75歲，蘇聯作曲家。
- 休伯特·奧貢德，73歲，奈及利亞劇院經理。
- 伯恩哈德·倫施，90歲，德國進化生物學家。[14]
- 賽勒斯·羅利特·史密斯，90歲，美國商人和政治家，商務部長（1968-1969），心臟驟停。[15]
- 保羅·約德，81歲，美國音樂家。[16]

### 5日
- 卡斯滕·拜林，71歲，挪威演員，癌症。[17]
- A.B.馬西拉馬尼，75歲，印度浸信會牧師和傳道人。
- 路易士·納爾遜，87歲，美國長號手，交通事故。[18]
- 列夫·斯克維爾斯基，86歲，蘇聯將軍。

### 6日
- 羅伯特·亞伯納西，65歲，美國科幻小說作家。
- 彼得·多爾蒂，76歲，北愛爾蘭足球運動員。[19]
- 詹姆斯·麥克納布，88歲，英國奧運賽艇運動員（1924年）。[20]
- 喬爾·德·奧利維拉·蒙泰羅，85歲，巴西足球運動員。
- B.T.拉納迪夫，85歲，印度政治家。
- 葉夫根尼·薩維茨基，79歲，二戰期間蘇聯戰鬥機王牌。[21]
- 阿爾弗雷德·索恩-雷特爾，91歲，法裔德國經濟學家。[22]
- 賽伊汀·玉素甫，26歲，維吾爾族獨立活動家，在暴乱中喪生。

### 7日
- J. Broward Culpepper，82歲，美國學者。[23]
- 羅納德·埃文斯，56歲，美國宇航員（阿波羅17號），心臟病發作。[24]
- 克利斯蒂安·格斯特林，60歲，芬蘭法官和政治家。
- 迪克·倫迪，82歲，美國動畫師。[25]
- Arthur B. Singer，72歲，美國插畫家，食道癌。[26]

### 8日
- 井口真理子
- 艾默生·格林納威，83歲，美國圖書管理員。[27]
- 赫爾曼·傑索爾，95歲，美國建築師。[28]
- 比爾·凱利，91歲，美國棒球運動員。[29]
- 漢斯·科爾特，90歲，德國將軍。
- J·肯尼斯·羅賓遜，73歲，美國政治家，美國眾議院議員（1971-1985），胰腺癌。[30]
- 貝蘭·魯斯，88歲，瑞典女演員。
- 歐內斯特·斯圖爾德，76-79歲，英國電影攝影師。
- 里安·懷特，18歲，美國愛滋病毒/愛滋病海報兒童，愛滋病。[31]

### 9日
- Aldo Bertocco，78歲，義大利-法國自行車賽車手。[32]
- 傑克·德莫迪，79歲，澳大利亞足球運動員。
- 約翰·亨利·福克，76歲，美國廣播名人，癌症。[33]
- Yngve Lindegren，77歲，瑞典足球運動員。
- 詹姆斯·V·麥康奈爾，64歲，美國動物學家，泰德·卡欽斯基（Ted Kaczynski）的目標。
- 成田三樹夫，55歲，日本演員[34]
- 奇普斯·索貝克，70歲，美國籃球運動員。[35]
- 阿斯特麗德·索默，83歲，挪威女演員。

### 10日
- 玛格丽特·阿德勒，94歲，奧地利奧運會游泳運動員和跳水運動員（1912年，1924年）。[36]
- 休·特雷弗西斯·布拉西，74歲，英國士兵和地方法官。[37]
- 福瓊·戈爾丁，67歲，美國奧運鐵餅擲手（1948年，1956年）。[38]
- 格哈德·施拉德，87歲，德國化學家。

### 11日
- 納吉·艾哈邁德
- 哈羅德·巴拉德，86歲，加拿大體育主管。[39]
- 克拉斯·博爾特，63歲，荷蘭管風琴家。[40]
- 羅納德·賈斯珀，72歲，英國聖公會牧師。
- 伊瓦爾·洛-約翰松，89歲，瑞典作家。[41]
- 瑪格麗特·卡內基·米勒，93歲，美國女繼承人（紐約卡內基公司）。[42]
- 菲利斯·蒙迪，95歲，加拿大登山家、探險家和人道主義者。
- 納塔利諾·薩佩尼奧，88歲，文學評論家和義大利院士。[43]

### 12日
- 约翰·布朗，74歲，紐西蘭自行車賽車手。
- 傑弗里·哈裡森，81歲，英國外交官。
- 北川冬彥，89歲，日本詩人、影評人。[44]
- 傑夫·拉哈耶，57歲，荷蘭自行車賽車手。[45]
- 奧托·諾依曼，87歲，德國奧運亞軍（1928年）。[46]
- 約翰尼·雷德，80歲，波蘭裔美國棒球運動員，心臟病。[47]
- 歐文·特傑森，75歲，美國籃球運動員。
- 路易士·特倫克，97歲，義大利電影製片人、作家、演員和奧運選手。[48]
- 阿爾伯特·范·申德爾，77歲，荷蘭自行車賽車手。

### 13日
- S·巴拉錢德，63歲，印度音樂家和電影製片人，心臟病發作。
- 伊萬·埃利奧特，100歲，美國律師和政治家。
- 伊斯特萬·洛夫裡克斯，62歲，匈牙利籃球運動員。[49]
- 漢斯·賴納特，89歲，德國納粹考古學家。
- 拉托米爾·恰布里奇，71歲，南斯拉夫足球運動員。[50]

### 14日
- 艾哈邁德·巴拉弗雷，81歲，摩洛哥政治家，總理（1958年）。
- 馬里奧·弗魯斯塔盧皮，47歲，義大利足球運動員，交通事故。[51]
- 瑟斯頓·哈裡斯，58歲，美國歌手，心臟病發作。[52]
- 馬丁·凱塞爾，89歲，德國作家。[53]
- Alv Kjøs，95歲，挪威政治家。
- 君特·克魯普卡特，84歲，德國科幻小說作家。[54]
- 喬治·拉科姆，87歲，法國電影導演。[55]
- 弗洛爾·蘭佈雷希茨，80歲，比利時足球運動員。
- 多麗絲·盧斯克，73歲，紐西蘭藝術家。[56]
- 奧拉比西·奧納班喬，63歲，奈及利亞政治家。
- 馬可·奧雷利奧·羅伯斯，84歲，巴拿馬政治家，總統（1964-1968）。[57]
- 薩比卡斯，78歲，西班牙吉他手，肺炎。[58]

### 15日
- 烏爾里希·貝歇爾，80歲，德國作家。[59]
- 喬克·布魯斯-加迪恩，60歲，英國政治家，腦癌。
- 安娜·卡雷納，91歲，義大利女演員。[60]
- 葛丽泰·嘉宝，84歲，瑞典裔美國女演員[61]
- 赫爾穆特·萊姆克，82歲，德國政治家。
- 松永正幸，73歲，美國政治家，美國參議院議員（自1977年起），前列腺癌。[62]
- 勞森·P·拉馬奇，81歲，美國海軍上將，癌症。[63]

### 16日
- 彼得·詹姆斯·格蘭特，46-47歲，英國鳥類學家。
- 斯利姆·基思，72歲，美國社交名流和時尚偶像，肺癌。[64]
- 斯蒂芬·沙德格，80歲，美國政治顧問，癌症。[65]
- 瑪麗·塔爾博特，86歲，美國昆蟲學家。[66]

### 17日
- 拉爾夫·阿伯內西，64歲，美國民權活動家，血凝塊。[67]
- 約瑟夫·E·狄龍，69歲，美國政治家。
- 約瑟夫·麥克米蘭·詹森，77歲，美國藝術總監，腦出血。[68]
- 賈夫塔·馬塞莫拉，60歲，南非反種族隔離活動家，交通事故。
- 南村侑廣，73歲，日本棒球運動員。[69]
- 卡爾·沃爾茲，89歲，德國政治家。
- 奧布里·威廉姆斯，63歲，蓋亞那藝術家，癌症。

### 18日
- 約翰·安東內利，74歲，美國棒球運動員。[70]
- 鮑勃·德雷克，70歲，美國賽車手。
- 戈里·格雷羅，69歲，墨西哥職業摔跤手，肝功能衰竭。
- 弗雷德里克·羅西夫，68歲，法國電影和電視導演。[71]
- 羅伯特·D·韋伯，87歲，美國電影導演。[72]

### 19日
- 戴夫·德克斯特，74歲，美國唱片製作人。
- 謝爾蓋·菲利波夫，77歲，蘇聯和俄羅斯演員和喜劇演員，癌症。
- 約翰·施瓦達，70歲，美國學者。[73]
- 喬治斯·維科斯，75歲，希臘奧林匹克運動射擊運動員（1936年，1948年）。[74]

### 20日
- 弗朗西斯·威廉·霍爾布魯克·亞當斯，85歲，美國律師和警察局長。[75]
- N.H.吉布斯，80歲，英國學者。[76]
- 亞歷克斯·麥克林德爾，78歲，蘇格蘭演員。
- 喬治·萊因多普，78歲，英國聖公會主教。[77]
- 霍斯特·辛德曼，74歲，東德政治家。[78]

### 21日
- 約翰尼·比茲利，71歲，美國棒球運動員，癌症。[79]
- R.B.佈雷思韋特，90歲，英國哲學家和神學家。[80]
- 薩爾瓦多·卡西諾，72歲，義大利奧運會競走運動員（1948年）。[81]
- Erté，97歲，俄羅斯出生的法國藝術家。[82]
- 弗蘭克·勞舍，94歲，美國政治家，美國參議院議員（1957-1969），俄亥俄州州長（1945-1947，1949-1957），心力衰竭。[83]
- 塔德烏什·帕潘，70歲，波蘭足球運動員。
- 博古斯瓦夫·普蘇耶克，33歲，波蘭馬拉松運動員，摔倒。

### 22日
- 鮑勃·大衛斯，70歲，美國籃球運動員。[84]
- 巴德·麥克斯韋，77歲，蘇格蘭足球運動員。[85]
- 羅莎琳德·莫斯，99歲，英國埃及古物學家。[86]
- 阿爾伯特·薩爾米，62歲，美國演員，謀殺自殺。[87]
- 古斯塔夫·魏纳特，87歲，瑞典奧運亞軍（1924年）。[88]
- Verda Welcome，83歲，美國政治家。

### 23日
- 宝莲·高黛，79歲，美國女演員，心力衰竭。[89]
- 梅森·埃爾斯沃思·黑爾，61歲，美國蝨蟲學家。
- 文森特·約瑟夫·海因斯，77歲，美國羅馬天主教主教。
- 瑪麗·特納·肖，84歲，澳大利亞建築師。
- 查理·威爾遜，57歲，英國職業罪犯
- 特奧多爾·扎奇克，90歲，波蘭奧運擊劍運動員（1936年、1948年）。[90]

### 24日
- 維陶塔斯·阿蘭塔斯，87歲，俄裔美國作家、記者和政治理論家。[91]
- 埃里克·埃里克森，75歲，瑞典足球運動員。[92]
- 恩德爾·派恩，76歲，蘇聯演員和歌手。
- 卡齊姆·拉賈維，56歲，伊朗人權活動家，被槍殺。
- 弗拉基米爾·薩普里金，73歲，蘇聯紅軍軍官和戰爭英雄。

### 25日
- 歐文·菲斯克，82歲，美國劇作家，中風。[93]
- 德克斯特·戈登，67歲，美國爵士音樂家，腎衰竭。[94]
- 魯弗斯·瓊斯，53歲，美國爵士鼓手。
- 弗雷德·克萊因，92歲，荷蘭畫家。[95]
- 伯納德·C·勛菲爾德，82歲，美國編劇。[96]
- 老克利夫頓·雷金納德·沃頓，90歲，美國外交官。[97]

### 26日
- 約瑟夫·科薩斯基，81歲，波蘭教授、工程師和發明家。
- 卡洛斯·皮薩羅·萊昂戈麥斯，38歲，哥倫比亞遊擊隊領導人，被槍殺。
- 韋斯利·羅斯，72歲，美國唱片製作人。[98]
- 約翰·J·溫克勒，46歲，美國語言學家和本篤會修士，愛滋病患者。[99]

### 27日
- 蒂塔·杜蘭，61歲，菲律賓女演員。
- 弗拉基米爾·坎尼金，41歲，俄羅斯中量級舉重運動員。[100]
- 艾莉絲·米爾斯，91歲，美國女演員。
- 瑪律瓦·辛格，44歲，印度摔跤手。[101]
- 貝拉·斯皮瓦克，91歲，羅馬尼亞出生的美國劇作家。
- 弗拉基米爾·斯托伊切夫，98歲，保加利亞將軍和馬術運動員。[102]
- 厄爾·威爾遜，84歲，美國政治家，美國眾議院議員（1941-1959，1961-1965）。[103]

### 28日
- 恩里克·阿科西，73歲，智利奧運擊劍運動員（1948年）。[104]
- 埃德溫娜·杜姆，96-97歲，美國漫畫家。[105]
- 彼得·富勒，42歲，英國藝術評論家，交通事故。[106]
- 尼爾·沃森，84歲，紐西蘭政治家。

### 29日
- 恩里克·阿爾馬達，55歲，烏拉圭演員和作家，癌症。
- 馬克斯·本斯，80歲，德國哲學家。[107]
- 瑪格麗特·漢斯，66歲，美國政治家，癌症。[108]
- 卡爾·赫爾穆特·赫茲，69歲，德國物理學家。
- 薩米·勞霍恩，54歲，美國藍調吉他手。[109]
- Elise Constance Mourant，68歲，紐西蘭藝術家。
- Ray Poat，72歲，美國棒球運動員。[110]

### 30日
- 恩斯特·伯恩特，74歲，捷克斯洛伐克田徑運動員，奧運選手。[111]
- Ken Chisholm，65歲，蘇格蘭足球運動員。
- 赫伯特·揚庫恩，84歲，德國考古學家。[112]
- Reidar Nyborg，67歲，挪威冬奧會滑雪運動員（1948年）。[113]
- Angami Zapu Phizo，85歲，印度裔英國那迦民族主義者。[114]
- 馬里奧·皮齊奧洛，80歲，義大利足球運動員。[115]
- 約書亞·普拉爾，72歲，波蘭裔以色列歷史學家。[116]
- 保羅·西爾斯，98歲，美國生態學家。[117]
- 約瑟夫·維萊克，50歲，捷克斯洛伐克記者，溺水身亡。
- 安托萬·維特斯，59歲，法國演員和戲劇導演。[118]
- 阿奇·賴特，65歲，蘇格蘭足球運動員。
- 瓦西裡·葉爾馬索夫，77歲，蘇聯足球運動員。
- 馬克·茲博羅夫斯基，82歲，蘇聯人類學家和間諜。